# ジョー・ブライアン
ジョー・ブライアン（Joe Bryan, 1993年9月17日 - ）は、イングランドのサッカー選手。ミルウォールFC所属。ポジションはDF。

## 経歴
2011年、ブリストル・シティFCと2年契約を結んだ。
その後期限付き移籍を経て、2013-14シーズンからブリストル・シティFCに帰還し9月のブリストル・ローヴァーズFC戦でプロ初得点を記録する。
2018年8月9日、フラムFCに600万ポンドで移籍した。
2022年8月31日、OGCニースにローン移籍。
2023年7月1日、ミルウォールFCに移籍。

## 私生活
ジョー・ブライアンの父親であるアランは心臓外科医であり、特に大動脈関連を専門としている。